# Siniša Šegvić
Siniša Šegvić (Split, 1971. – Zagreb, 25. srpnja 2025.) bio je hrvatski računalni znanstvenik i redoviti profesor na FER-u. Bio je jedan od vodećih hrvatskih stručnjaka za računalni vid i umjetnu inteligenciju.

## Životopis
Rođen je 1971. u Splitu. Osnovnu školu i gimnaziju završio je u Zadru, osim osmog razreda koji je pohađao u Milanu.
Na FER-u je diplomirao 1996., magistrirao 2000. te doktorirao 2004. godine. Bio je postdoktorand na IRISA-i u Francuskoj (2005.–2006.) i na TU Graz u Austriji (2006.–2007.) kao Marie Curie stipendist.

## Karijera
Na FER-u je napredovao od asistenta (1996.), preko docenta (2006.) do redovitog profesora u trajnom izboru (2023.). Predavao je kolegije iz područja računalnog vida, dubokog učenja i programskog inženjerstva.
Bavio se računalnim vidom, semantičkom segmentacijom i razumijevanjem prirodnih scena za autonomna vozila. Sa svojim timom osvojio je tri međunarodna natjecanja u semantičkoj segmentaciji.

## Nagrade
- Godine 2024. dobio je nagradu HAZU za znanstvenu cjelinu "Robusne i učinkovite metode razumijevanja prirodnih scena" (8 radova u vrhunskim časopisima i 11 konferencijskih radova, 2020.–2024.).[4]
- Njegov rad Normalizing Flow based Feature Synthesis for Outlier-Aware Object Detection uvršten je među 10 % najboljih radova (highlight) na konferenciji CVPR 2023.[5]

## Privatni život i smrt
Bio je oženjen te je imao troje djece. Aktivni alpinist i član HPD "Željezničar" od 1996. godine.
Preminuo je 25. srpnja 2025. nakon nesreće na biciklu na Medvednici.

## Vanjske poveznice
- Osobna stranica
- Google Scholar profil